# William Wallace (football)
Pour les articles homonymes, voir Wallace et William Wallace (homonymie).
Willie Wallace, né le 23 juin 1940 à Kirkintilloch, est un footballeur international écossais des années 1960, devenu par la suite entraîneur. 

## Biographie
Cet attaquant se fait connaître à Heart of Midlothian, où il arrive en avril 1961 en remplacement d'Alex Young. Il s'impose rapidement à la pointe de l’attaque et devient le meilleur buteur d'une équipe qui remporte la coupe d'Écosse en 1963 et manque le titre de champion à un cheveu en 1965. Ces performances lui valent d'être sélectionné en équipe d'Écosse à partir de 1964. En six saisons, il inscrit 91 buts en 173 matchs de championnat.
En 1966, il est recruté par le Celtic de Glasgow de Jock Stein. Il fait partie de la célèbre équipe des « Lisbon Lions », qui remporte la coupe d'Europe des clubs champions en 1967. Jusqu'à son départ en 1971, il remporte chaque année le titre de champion, et inscrit 89 buts en 142 matchs de championnat. Il signe alors à Crystal Palace, en Angleterre, où il reste un an, puis rentre terminer sa carrière en Écosse, à Dumbarton, où il évolue jusqu'en 1975.